# Dívida de Honra
Dívida de Honra é um thriller político e militar escrito por Tom Clancy. Ele foi publicado  1994 e é um dos livros do Universo Jack Ryan. A versão brasileira foi publicada em 1994 pela Editora Record. Nessa continuação da série o protagonista Jack Ryan se torna Conselheiro de Segurança Nacional quando o governo japonês (controlado por um grupo de magnatas corporativos conhecidos como Zaibatsu) vai para a guerra contra os Estados Unidos. Algumas estrategias usadas no Livro, contra os EUA, foram usadas no 11 de Setembro pela Al-Qaïda
O livro esteve em primeiro lugar na Lista de best-sellers do The New York Times.